# Список умерших в 1151 году

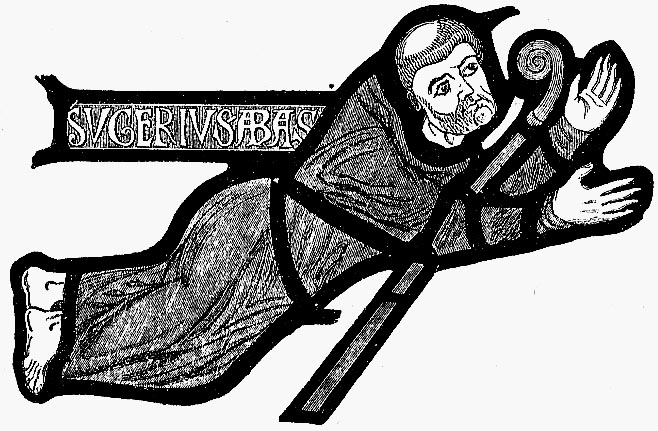
Сугерий

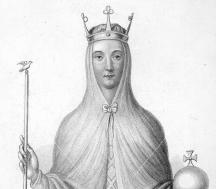
Аделиза Лувенская

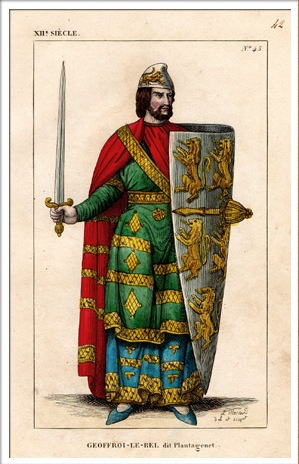
Жоффруа V Плантагенет

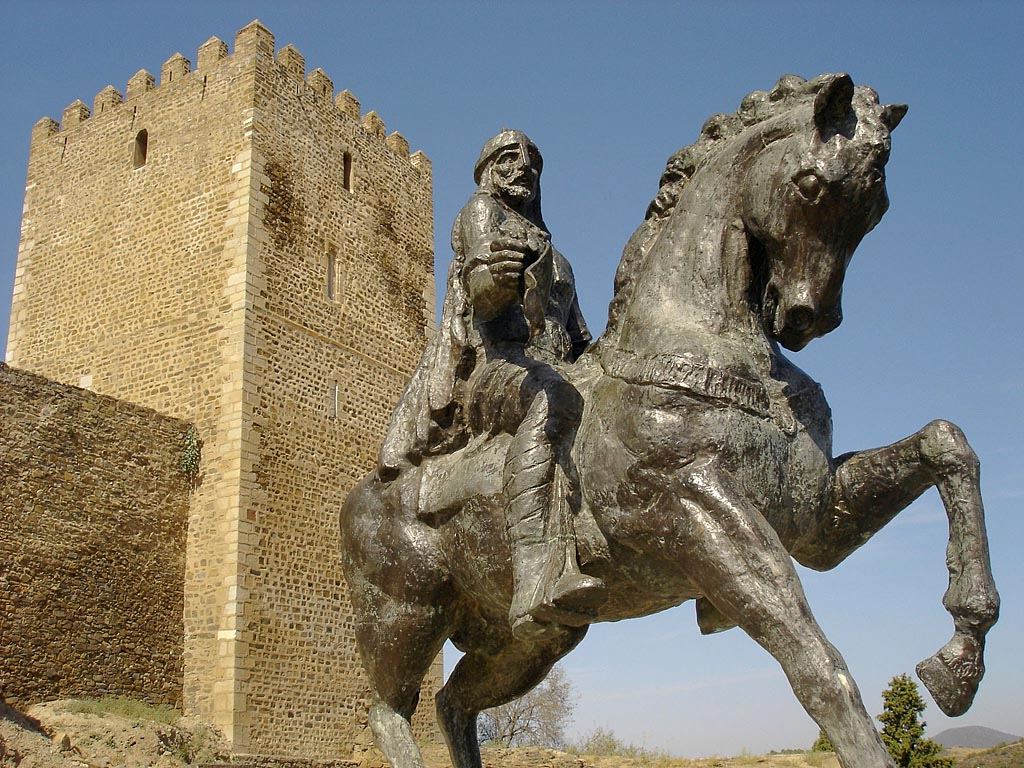
Абу’л Касим

В этой статье представлен список известных людей, умерших в 1151 году.
См. также: Категория:Умершие в 1151 году

## Январь
- 13 января — Сугерий — аббат из Сен-Дени, могущественный советник французских королей Людовика VI и Людовика VII. Первый покровитель и «крёстный отец» готического стиля средневековой архитектуры.
- 15 января — Эли II — граф Мэна (1151)

## Апрель
- 3 апреля — Арнольд I фон Рандерат[англ.] — Архиепископ Кёльна (1138—1151), основатель замка Драхенфельс. Защищал евреев от погромов во время Второго крестового похода.
- 6 апреля — Ростислав Юрьевич — князь Новгородский (1138—1140, 1141—1142), князь Переяславский (1149—1151)
- 23 апреля — Аделиза Лувенская — королева-консорт Англии (1121—1135), вторая жена английского короля Генриха I.

## Май
- 12 мая — Владимир Давыдович — князь черниговский (1139—1151). Погиб в сражении на Руте.

## Июнь
- 27 июня — Бертольд II — первый граф Диссен-Андекс (ок. 1130—1151), основавший Плассенбург и Кульмбах

## Сентябрь
- 7 сентября — Жоффруа V Плантагенет (Красивый) — граф Анжу и граф дю Мэн (1129—1151), граф де Мортен (1141—1151), герцог Нормандии (1144—1151), отец Генриха II Плантагенета

## Октябрь
- Милон III де Бар-сюр-Сен — граф Бар-сюр-Сен.

## Ноябрь
- 7 ноября — Эмери I де Шательро — виконт де Шательро

## Декабрь
- 1 декабря — Вернер фон Штойслинген[нем.] — епископ Мюнстера (1132—1151)

## Дата неизвестна или требует уточнения
- Абу’л Касим[англ.] — последний самостоятельный правитель тайфы Мертолы (1144—1145, 1146—1151), суфийский философ, убит.
- Агнеса Гогенштауфен — супруга великого князя Киевского Изяслава Мстиславича.
- Гвидо II[англ.] — кардинал-епископ Остии (1148—1151), папский легат в Ломбардии
- Георгий Антиохийский — сицилийский флотоводец, завоевавший для Рожера II ряд городов на побережье Северной Африки, (возможно умер в 1152 году).
- Гуго VII де Лузиньян — сеньор де Лузиньян и граф де Ла Марш (как Гуго II) (1102—1151), участник второго крестового похода
- Джагадхекамалла II[англ.] — правитель империи Западная Чакуйя (1130—1151)
- Матильда — графиня Ретеля (1124—1151), последняя представительница первого Ретельского дома.
- Раймонд II[фр.] — епископ Марселя (1122—1151)
- Ким Бу Сик — корейский государственный деятель и первый историк Кореи.
- Севенч — половецкий хан.
- Хань Шичжун[англ.] — китайский генерал империи Сун